# Waitakere Ranges

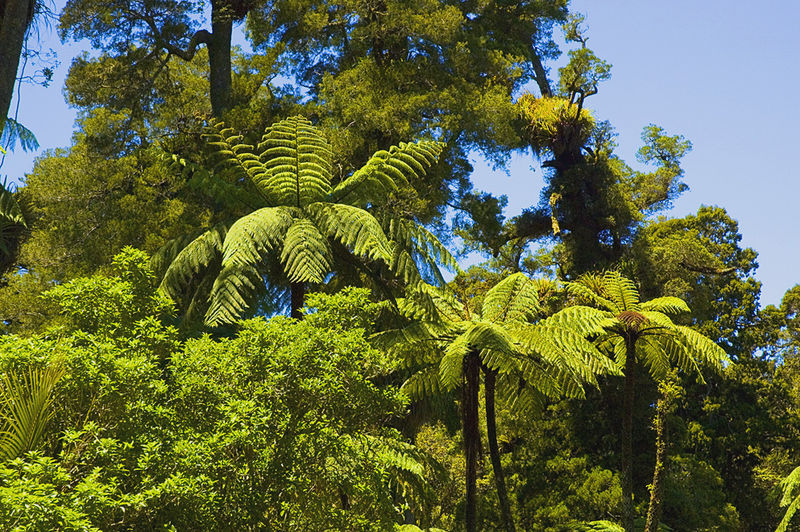
Las na wzgórzach Waitakere Ranges

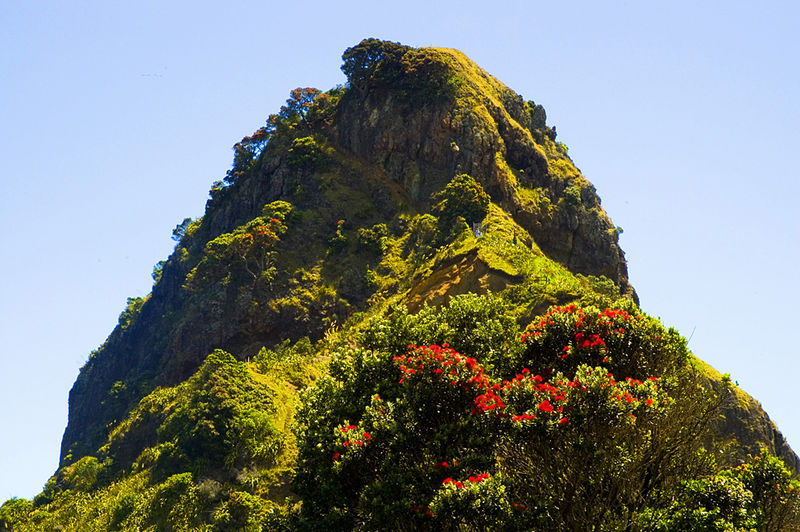
Lion Rock, Piha

Waitakere Ranges to pasmo wzgórz w Nowej Zelandii. Rozciągają się na długości 25 km, z północy na południe i 25 km na zachód od centrum Auckland. Maksymalna wysokość jaką osiągają wzgórza to 474 m.
Waitakere Ranges i przylegające tereny są tradycyjnie nazywane po maor. Te Wao nui a Tiriwa.